# 阿拉伊斯突擊隊
阿拉伊斯突擊隊，或稱為阿拉伊斯特遣隊（德語：Sonderkommando Arajs），是一支隸屬於納粹德國親衛隊保安處拉脫維亞輔助警察下的單位，由親衛隊突擊隊大隊領袖維克托斯·阿拉伊斯指揮，因而得名。該單位是納粹大屠殺中較為知名且惡名昭彰的殺人單位之一。

## 組織
在別動小組進入拉脫維亞首都里加後，拉脫維亞通敵者維克托斯·阿拉伊斯與親衛隊保安處在東方總督轄區的指揮官、親衛隊旅隊領袖華特·史塔列克於1941年7月1日建立聯繫。史塔列克指導阿拉伊斯組建一支特別部隊；該部隊稍後獲得納粹當局授予「拉脫維亞輔助保安警察」的官方名稱，或稱為阿拉伊斯突擊隊。該單位主要由學生與極右派立場的前任官員們組成。阿拉伊斯突擊隊內的所有成員均為自願加入，也可自由退出。1941年7月2日，史塔列克向阿拉伊斯表示他的突擊隊將負責執行一些看似隨機的任務。

## 活動
阿拉伊斯突擊隊廣泛地參與納粹政權下的各項暴行，其中包括屠殺猶太人、羅姆人與精神病患，同時在拉脫維亞與蘇聯接壤的東部邊境上對平民實行懲罰性屠殺。該單位總計殺害了約26,000名猶太人。在所有行動中，最為顯著的莫過於該單位參與對里加猶太區猶太人的大規模屠殺，以及於1941年11月30日至12月8日間參與倫布拉大屠殺，對象是自德國遭到驅逐的數千名猶太人。突擊隊的部分隊員也在薩拉斯皮爾斯集中營內擔任守衛。
納粹政權透過發布新聞影片等方式，企圖建立波羅的海地區的大屠殺是當地自發性、非納粹主導的活動的假象。在這些新聞影片中，阿拉伊斯突擊隊在1941年7月4日焚毀里加猶太會堂的事件中扮演著相當重要的角色。為了紀念此事件，今日的拉脫維亞選定該日為大屠殺紀念日。
在參與屠殺猶太人的行動時，該單位的總成員數約為300至500人，並在參與1942年的反游擊隊行動中成長至1,500人的高峰。在戰爭的最後階段，該單位被解散，其成員則編入拉脫維亞軍團內。

## 起訴
雖然成功地在戰後的西德藏匿了數十年，維克托斯·阿拉伊斯最終仍被逮捕受審，並為他所犯下的罪行入監服刑。
第二次世界大戰結束後，包括美國、加拿大、英國與澳洲在內的西方政府均試圖將前阿拉伊斯突擊隊軍官康拉斯·卡雷斯引渡至拉脫維亞接受種族滅絕審判。不過，卡雷斯在引渡程序完成前便於2001年逝世；他到臨終前仍然堅稱自己是無辜的，聲稱當猶太人大屠殺於1941年在波羅的海地區發生時，他不是在東方戰線上抵抗俄國人的入侵，就是在大學裡就學。拉脫維亞大屠殺歷史學家安德魯·埃茨爾蓋里斯估計約三分之一的阿拉伊斯突擊隊成員，也就是在最大人數1,500人中的500人曾積極地參與屠殺猶太人；不過他也表示一個人不應該僅僅因為參與組織而被依反人道罪定罪。

## 延伸閱讀
- Lumans, Valdis O. . World War II—The Global, Human, and Ethical Dimension 11. New York: Fordham University Press. 2006  [2016-12-29]. ISBN 978-0-8232-2627-6. OCLC 64595899. （原始内容存档于2017-03-31）.
- Angrick, Andrej; Klein, Peter. . Darmstadt: Wissenschaftliche Buchgesellschaft. 2006. ISBN 3-534-19149-8. OCLC 69983159 （德语）.
- Foreign Ministry of Latvia: The Holocaust in German-Occupied Latvia